# Zethes lava
Zethes lava là một loài bướm đêm trong họ Erebidae.